# 阿塞爾
阿塞爾，中文譯名有阿塞、阿瑟、阿色耳。生卒：？—約909年），盎格魯-撒克遜時期教士、學者、史家，出生於威爾士，早年在聖大衞寺院當修道士，886年被西撒克遜（又譯威塞克斯）國王阿爾弗雷德（又譯阿爾弗烈德、艾爾弗雷德）聘請入朝，協助國王學習，此外曾在康斯伯里、班韋爾、德文、康沃爾、舍伯恩（又譯瑟波恩）等地出任教職，約在909年去世。阿塞爾曾為阿爾弗雷德進行著作及翻譯，較有名的有阿爾弗雷德大王的傳記《阿爾弗雷德傳》。

## 生平

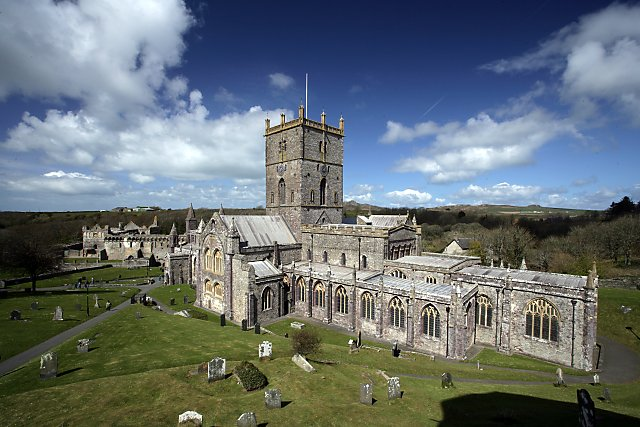
位於威爾士彭布羅克郡的聖大衞寺院。阿塞爾曾在這裡當修道士

阿塞爾是威爾士人，關於他的名字「阿塞爾」（Asser），學者Simon Keynes、Michael Lapidge指出是來自希伯來語，《舊約聖經》裡就曾有人使用Aser（或Asher）做名字，意思是「被祝福的」（「blessed」或「blessedness」），意思與威爾士語裡的「Gwyn」（古威爾士語作「Guinn」）相同，所以他可能選用「阿塞爾」做教名。早年曾入達費德王國的聖大衞寺院（位於彭布羅克郡）當修道士。885年，阿塞爾奉阿爾弗雷德大王所召，到南撒克遜（又譯薩塞克斯）晉見國王。886年，國王邀請阿塞爾入朝，負責協助國王學習拉丁語。與此同時，阿塞爾獲國王重用，歷任康斯伯里隱修院院長、班韋爾隱修院院長、德文教區主教、康沃爾教區主教、舍伯恩（又譯瑟波恩）主教（892至902年）等教職。
約於908至909年去世。

## 作品

### 著作

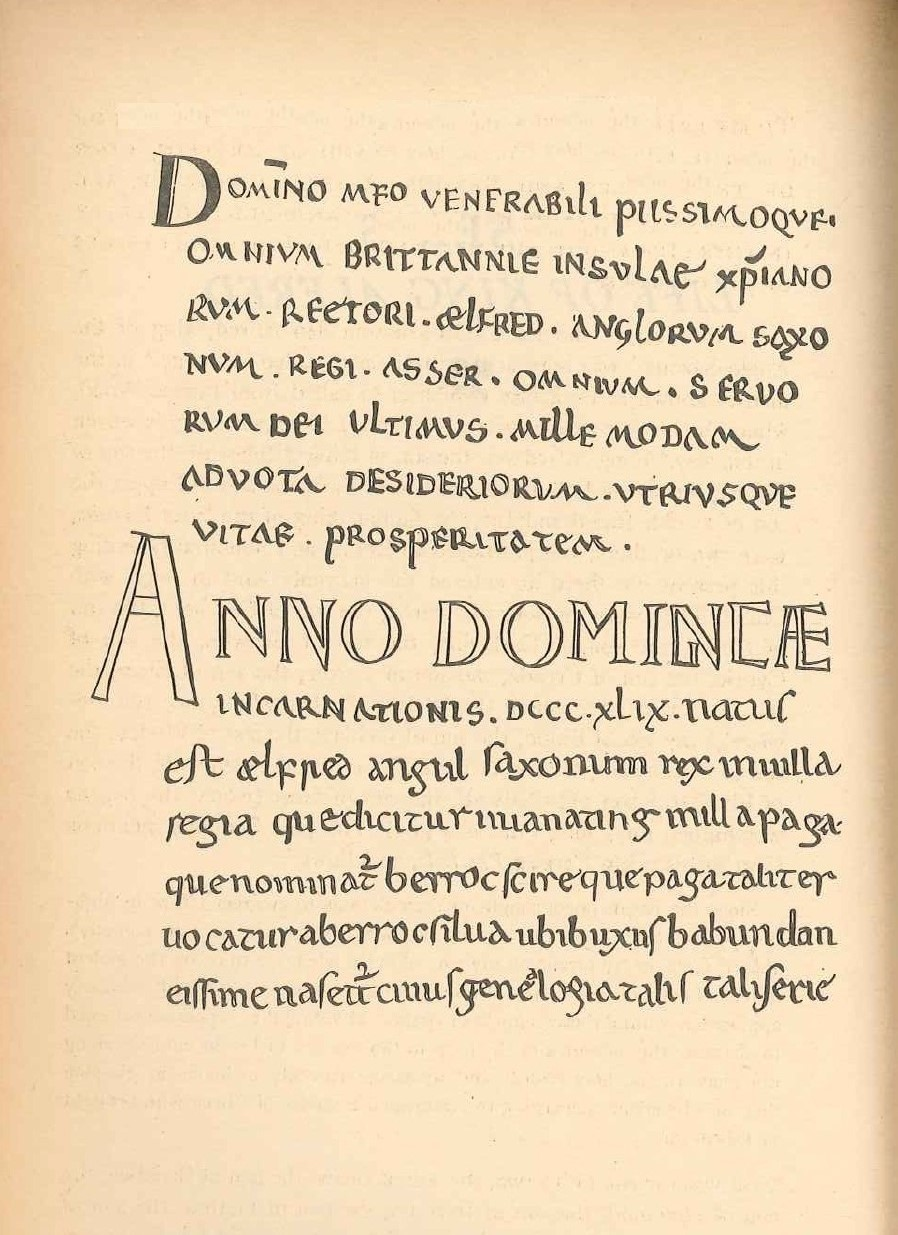
阿塞爾《阿爾弗雷德傳》

- 《阿爾弗雷德傳》，為記載西撒克遜（又譯威塞克斯）國王阿爾弗雷德（又譯阿爾弗烈德、艾爾弗雷德）事跡的傳記，以拉丁語寫成。[7]

### 譯作
- 《教牧法规》（教皇格雷戈里一世著），原書以拉丁語寫成，阿塞爾協助國王譯成古英語。[8]
- 《哲學的慰藉》，（波愛修斯著），原書以拉丁語寫成，阿塞爾協助國王譯成古英語。[8]

## 評價
阿爾塞憑著其史學著作《阿爾弗雷德傳》而垂名後世，英國學者Simon Keynes、Michael Lapidge指出他為後世留下首部盎格魯-撒克遜君王傳記，對英國早期歷史研究的價值無可估量，然而阿塞為粉飾國王事跡，不免令國王生平顯得模糊。

## 引用來源
1. ↑  J·W·湯普森《歷史著作史》上卷第一分冊，謝德風譯，北京商務印書館，236頁。
2. ↑  《盎格魯-撒克遜編年史》，北京商務印書館，99頁。
3. ↑  溫斯頓·邱吉爾《英語民族史（卷一）：大不列顛的誕生》，劉會梁譯，臺北左岸文化，87頁。
4. ↑  Simon Keynes and Michael Lapidge: Alfred the Great, Asser's Life of King Alfred and other contemporary sources: Introduction, p.48-49.  Penguin Books Ltd., Middlesex, England.
5. ↑  Simon Keynes and Michael Lapidge: Alfred the Great, Asser's Life of King Alfred and other contemporary sources: Introduction, p.48-53. Penguin Books Ltd., Middlesex, England；Michael Lapidge, John Blair, Simon Keynes, and Donald Scragg: Asser, in The Blackwell encyclopedia of Anglo-Saxon England, p.48-49.  Blackwell Publishers Ltd., Malden, Mass, England；《不列顛百科全書·「阿塞爾」條》，中國大百科全書出版社，561頁。
6. ↑  《盎格魯-撒克遜編年史》，北京商務印書館，99頁；Simon Keynes and Michael Lapidge: Alfred the Great, Asser's Life of King Alfred and other contemporary sources: Introduction, p.48-53.  Penguin Books Ltd., Middlesex, England.
7. ↑  Asser: Life of King Alfred, in Alfred the Great, Asser's Life of King Alfred and other contemporary sources.  Penguin Books Ltd., Middlesex, England.
8. 1 2  Michael Lapidge, John Blair, Simon Keynes, and Donald Scragg: Asser, in The Blackwell encyclopedia of Anglo-Saxon England, p.49.  Blackwell Publishers Ltd., Malden, Mass, England.
9. ↑  Simon Keynes and Michael Lapidge: Alfred the Great, Asser's Life of King Alfred and other contemporary sources: Introduction, p.48.  Penguin Books Ltd., Middlesex, England.